# Wsieswiatskaja
Wsieswiatskaja (ros. Всесвятская) – osiedle w Rosji, w Kraju Permskim, w okręgu miejskim Czusowego. W 2010 liczyło 3129 mieszkańców.